# محفز جينات الأنترفيرون المرتبط باعتلال الاوعية الدموية وحدوثها عند الأطفال
محفز جينات الأنترفيرون المرتبط باعتلال الاوعية الدموية وحدوثها عند الأطفال هو اعتلال الأوعية الالتهابي الذاتي نادر الحدوث، مرتبط بالبروتين المحفز لجينات إنترفيرون، يصاب المريض بآفات جلدية شديدة ومرض انسجة الرئة. سببه الطفرات الجينية في جين رقم TMEM173 .

## العلامات و الاعراض
تكون البداية في فترة الطفولة المبكرة، تظهر الآفات الجلدية على الخدين والأنف وأصابع اليدين والقدمين، قد تختلف في المظهر و لكنها تتطور في كثير من الأحيان إلى قرحة غير قابلة للشفاء، مرض الاغشية الرئوية شائع في هذا الخلل، وفي بعض الحالات قد لا يعاني بعض الأفراد من أي مشاكل جلدية واضحة.
تشمل العلامات الأخرى التهاب العضلات وخشونة المفاصل، يعاني بعض الأطفال من فرط في الحركة وخشونة في المفاصل، جميع الأطفال المصابين يفشلون في النمو. تظهر االأشعة السينية للصدر علامة تتوافق مع مرض الأغشية الرئوية .
قد يحدث فقر الدم، قلة الكريات البيضاء، وظهور تخثرات الدموية داخل الدم، ونقصان الخلايا المناعية التائية مع العدد الطبيعي للخلاية المناعية البائية، وازدياد عدد الخلايا الدفاعية جلوبين من نوع جاما، أيضاً ضهور بعض الأجسام المضادة الذاتية في تحليل الدم ومنها : مضادات القرحة ومضادات الفوسفوليبيد ومضادات الأجسام المضادة المسؤولة عن دهون الكارديوليبين 
الخزعات الجلدية تظهر التهاب الأوعية والشرايين والأوردة الدقيقة والخثرات الدقيقة ايضاً، ويظهر ذلك عن طريق التصاقات للخلايا المناعية M، C3 .
الخزع الرئوية تظهر التهابات الحويصلات الهوائية ، وتوسع الخلايا التنفسية و تلف الأنسجة الرئوية، وبعض الأطفال يظهرون تراكمات للمادة المُغطية للخلايا الرئوية .

## بحث
وصفت هذه الحالة لأول مره في عام 2014، وفي عام 2017 بحث مجموعة بقيادة الدكتور جونثان مينر في جامعة واشنطن في سانت لويس المرض بتعديل جينوم فأر لإدخال طفرة CRISPR-CAS9 طفرة في جين الفأر 4 (TMEM173)، أصيبت الفئران بعد التجربة بمرض رئوي ونقص حاد في المناعة.